# Каравай (Тюменская область)
Каравай — деревня в Сладковском районе Тюменской области России. Входит в состав Майского сельского поселения.

## История
До 1917 года входила в состав Сладковской волости Ишимского уезда Тюменской губернии. По данным на 1926 год состояла из 126 хозяйств. В административном отношении являлась центром Каравайского сельсовета Сладковского района Ишимского округа Уральской области.

## Население
| 2010 |
| ---- |
| 126  |

По данным переписи 1926 года в деревне проживало 731 человек (364 мужчины и 367 женщин), в том числе: русские составляли 100 % населения.
Согласно результатам переписи 2002 года, в национальной структуре населения русские составляли 86 % из 175 чел.